# Luce della Pace da Betlemme

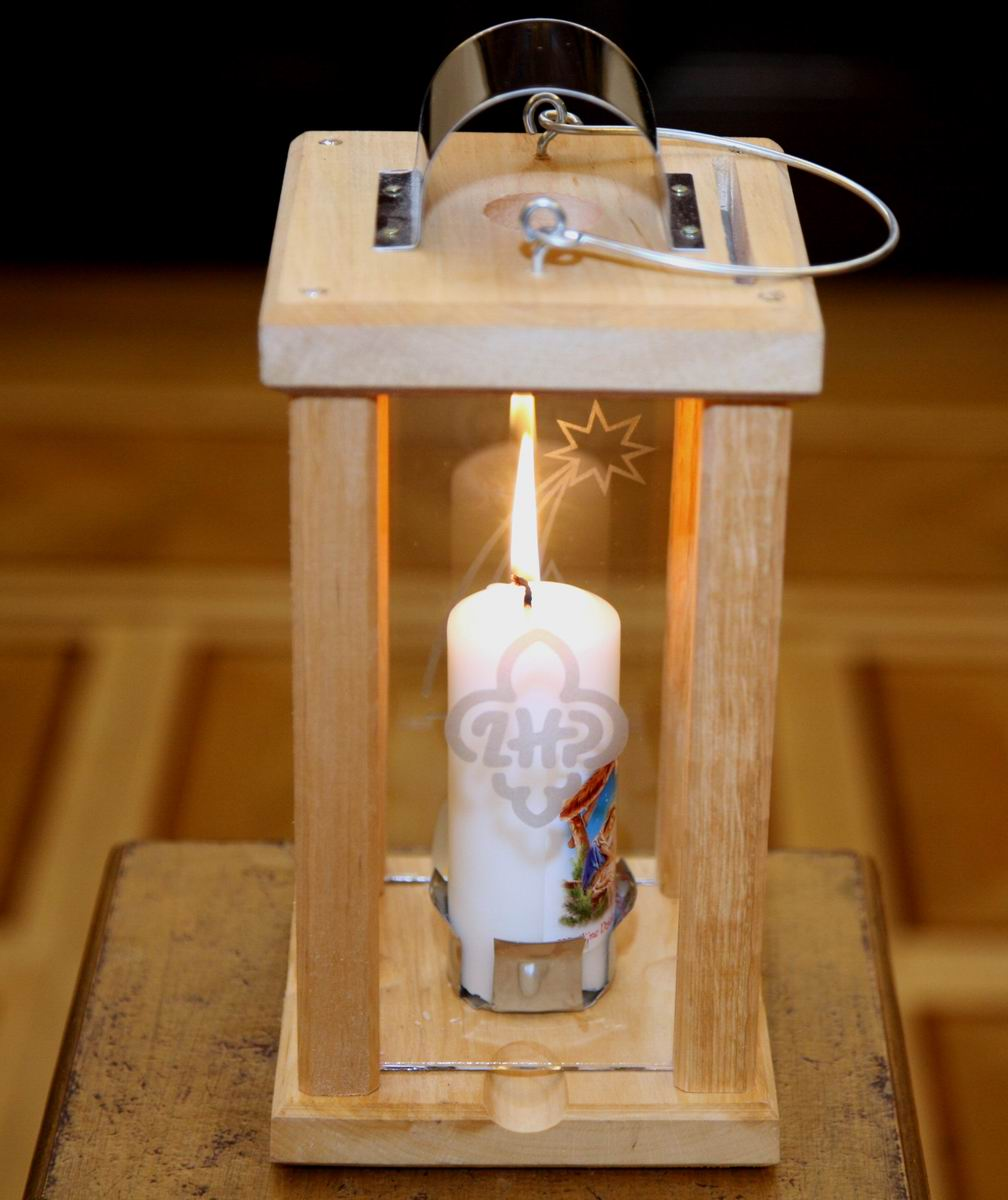
La Luce della Pace da Betlemme in Polonia nel 2010.

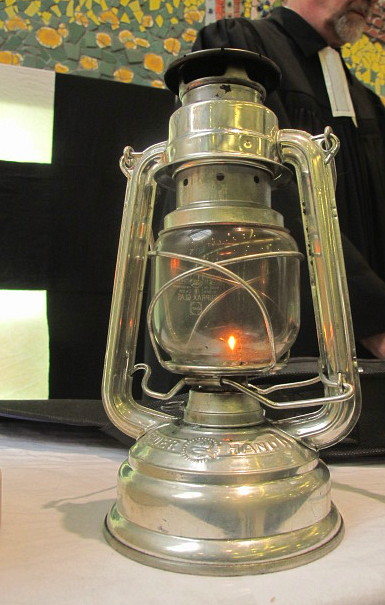
La Luce della Pace da Betlemme in Norimberga nel 2011.

La Luce della Pace da Betlemme (in tedesco Friedenslicht aus Betlehem) è un'iniziativa internazionale cominciata nel 1986 in Austria, che consiste nell'accensione di una lampada nella grotta della Basilica della Natività di Betlemme e nella distribuzione della luce nella maggior parte dei paesi europei.
Nacque come parte dell'iniziativa di beneficenza della radiotelevisione nazionale austriaca Österreichischer Rundfunk, chiamata "Licht ins Dunkel" ("Luce nel buio"), che ha l'obiettivo di aiutare persone bisognose (invalidi, profughi ecc.); dal 1986 l'ORF decise di aggiungere alla beneficenza anche un messaggio di ringraziamento e di pace, distribuendo prima di Natale nel territorio austriaco la luce di una lampada accesa dalla lampada ad olio che si trova nella Basilica della Natività a Betlemme (luogo dove nacque Gesù Cristo). Tale lampada infatti è mantenuta accesa grazie alle donazioni di olio da parte da tutte le Nazioni di fede cristiana, e non si è mai spenta da molti secoli.
La lampada è distribuita grazie agli scout del Pfadfinder und Pfadfinderinnen Österreichs, in collaborazione con i gruppi scout degli altri paesi dell'Unione europea.
In Italia l'iniziativa è stata inizialmente portata avanti dalle Associazioni Scout Triestine (Associazione Amici delle Iniziative Scout, Associazione Scout San Giorgio, Giovani Esploratori Italiani del Friuli Venezia Giulia, Scoutprom, Slovenska Zamejska Skavtska Organizacija) e dalle principali associazioni cattoliche nazionali: Associazione Guide e Scouts Cattolici Italiani (AGESCI), Associazione Italiana Guide e Scouts d'Europa Cattolici (FSE) e Movimento Adulti Scout Cattolici Italiani (MASCI).
Nel 2010, per far fronte a una sempre più onerosa organizzazione della distribuzione in Italia e semplificare alcuni passaggi burocratici, è stato fondato il "Comitato Luce della Pace da Betlemme". Sono attualmente soci dell'associazione "Comitato Luce della Pace da Betlemme":
- Associazione Guide E Scout Cattolici Italiani (AGESCI) - Zona di Trieste
- Associazione Amici delle Iniziative Scout (AMIS) di Trieste
- Associazione Italiana Guide e Scout d'Europa Cattolici della Federazione Scoutismo Europeo (F.S.E.)
- Movimento Adulti Scout Cattolici Italiani (MASCI) - Comunità di Trieste